# Challenge des champions 1958
La Supercoppa di Francia 1958 (ufficialmente Challenge des champions 1958) è stata la quarta edizione della Supercoppa di Francia.
Si è svolta il 19 novembre 1958 allo Stadio Vélodrome di Marsiglia tra lo Stade Reims, vincitore della Division 1 1957-1958 e della Coppa di Francia 1957-1958, e il Nîmes, secondo classificato nella Division 1 1957-1958 e nella Coppa di Francia 1957-1958.
A conquistare il titolo è stato lo Stade Reims che ha vinto per 2-1 con reti di Roger Piantoni e René Bliard dopo la rete del momentaneo vantaggio del Nîmes realizzata da Hassan Akesbi.

## Partecipanti
| Squadre     | Qualificazione                                                                     | Partecipazioni precedenti (il grassetto indica la vittoria) |
| ----------- | ---------------------------------------------------------------------------------- | ----------------------------------------------------------- |
| Stade Reims | Vincitore della Division 1 1957-1958 e della Coppa di Francia 1957-1958            | 1 (1955)                                                    |
| Nîmes       | Secondo classificato nella Division 1 1957-1958 e nella Coppa di Francia 1957-1958 | Nessuna                                                     |

## Tabellino
| Arbitro: | Guigue |

|                         |           |            |
| Piantoni 60’ Bliard 79’ | Marcatori | 46’ Akesbi |

### Formazioni
| Stade Reims:   |                   |
|                |                   |
| P              | Dominique Colonna |
| D              | Bruno Rodzik      |
| D              | Robert Jonquet    |
| D              | Raoul Giraudo     |
| D              | Armand Penverne   |
| C              | Robert Siatka     |
| C              | Robert Lamartine  |
| C              | Michel Leblond    |
| A              | René Bliard       |
| A              | Roger Piantoni    |
| A              | Jean Vincent      |
| Allenatore:    |                   |
| Albert Batteux |                   |

| Nîmes:       |                     |
|              |                     |
| P            | Alexandre Roszak    |
| D            | Jean Victor Bandera |
| D            | Maurice Lafont      |
| D            | Robert Venturi      |
| C            | André Schwager      |
| C            | Pierre Barlaguet    |
| A            | Emilio Salaber      |
| A            | Daniel Duc          |
| A            | Hassan Akesbi       |
| A            | Amokrane Oualiken   |
| A            | Bernard Rahis       |
| Allenatore:  |                     |
| Kader Firoud |                     |